# Adela Greceanu
Adela Maria Duţu, född 1975 i Sibiu, är en rumänsk journalist och författare. Hon främst känd under pseudonymen Adela Greceanu.
Greceanu arbetar sedan 1998 som programledare på Radio România Cultural och är även skribent på olika kulturtidskrifter som Time out, Dilema veche och Harper’s Bazaar. Hon författardebuterade 1997 med diktsamlingen Titlul volumului meu, care ma preocupa atît de mult. Hon har skrivit ytterligare två diktsamlingar och 2008 gav hon ut sin första roman, Mireasa cu şosete roşii.
Greceanu är ledamot i Uniunii Scriitorilor (sv: Författarförbundet) och i den rumänska avdelningen av PEN International.